# Werner Arber

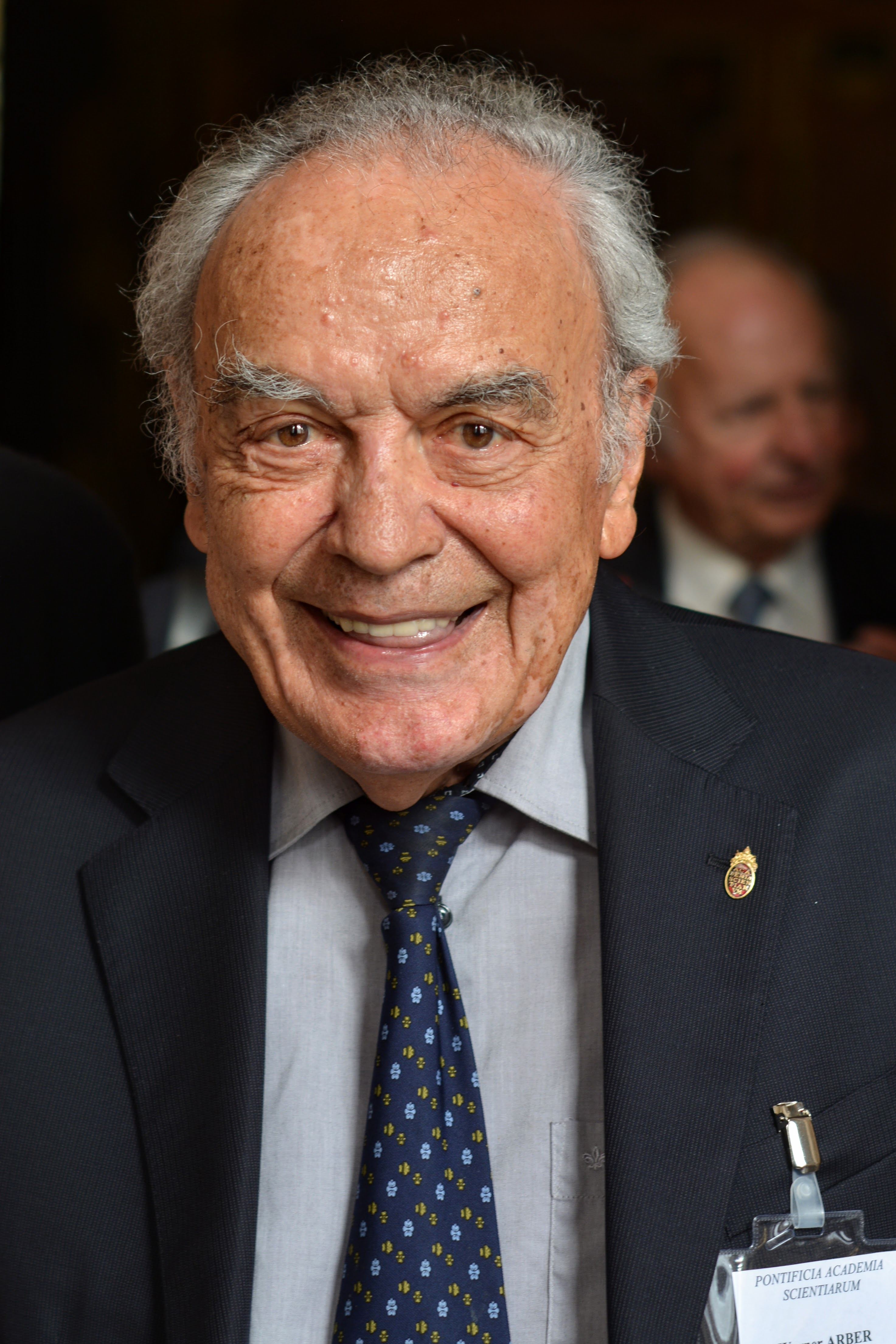
Werner Arber, 2018

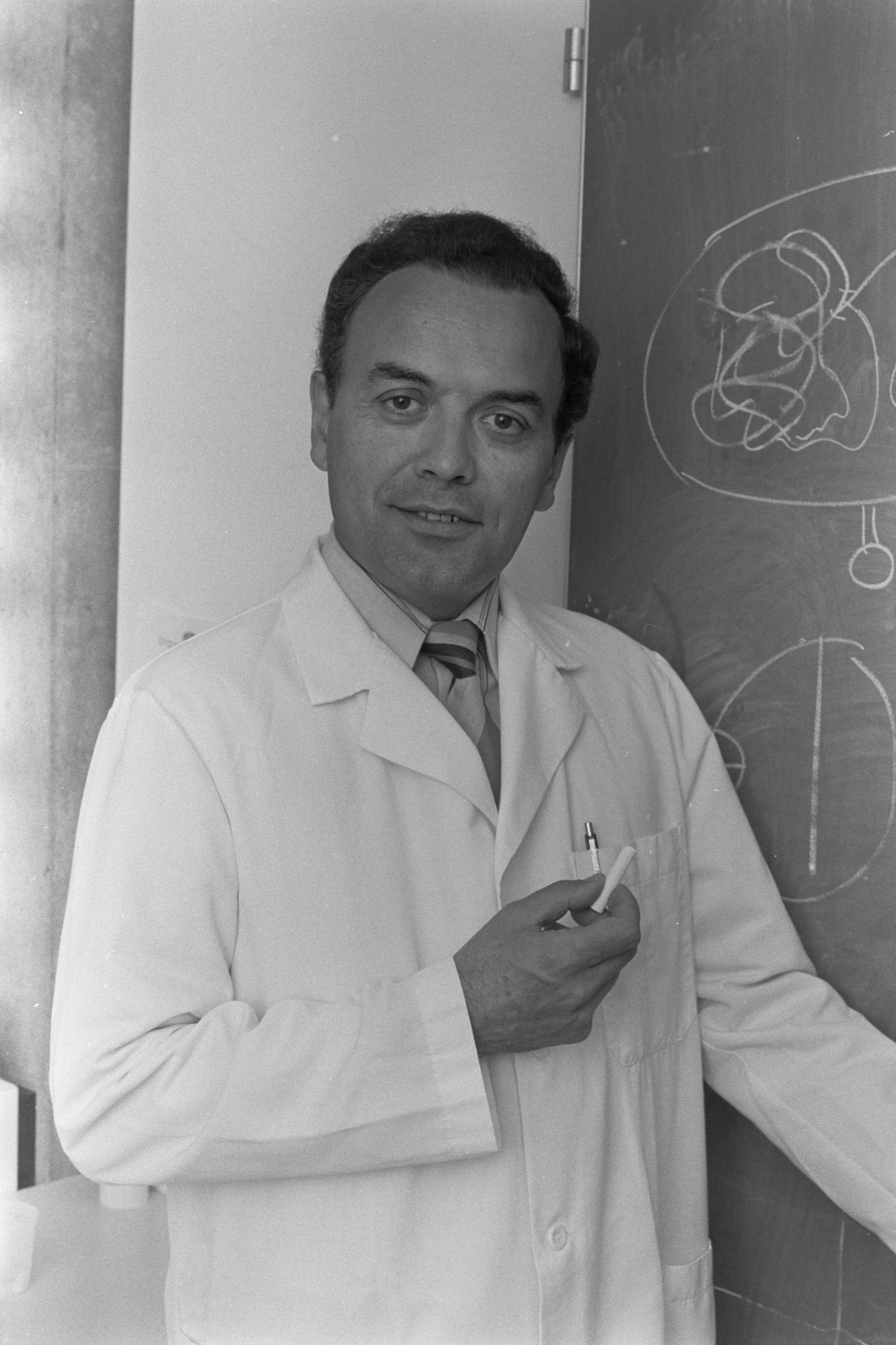
Werner Arber, 1978

Werner Arber (* 3. Juni 1929 in Gränichen, Kanton Aargau) ist ein Schweizer Mikrobiologe und Genetiker. Im Jahr 1978 erhielt er den Nobelpreis für Physiologie oder Medizin.

## Leben
Werner Arber studierte nach Erwerb seiner Matur an der Alten Kantonsschule Aarau von 1949 bis 1953 Chemie und Physik an der ETH Zürich. Danach war er am Biophysikalischen Laboratorium der Universität Genf tätig, wo er 1958 promoviert wurde und das neue Gebiet der Bakteriophagengenetik kennenlernte. Nach einem Forschungsaufenthalt in Los Angeles an der University of Southern California (USC) kehrte er von 1959 bis 1970 an die Universität Genf zurück, wo er 1965 eine Professur erhielt. Seit 1971 lehrte und forschte Werner Arber als Ordinarius für Molekulare Mikrobiologie am Biozentrum der Universität Basel. Von 1986 bis 1988 war Arber Rektor der Universität Basel. Er war jahrelang Mitglied und Vizepräsident des Schweizerischen Wissenschaftsrates und von 1996 bis 1999 Präsident des Internationalen Rates der Wissenschaften ICSU. 1996 wurde er emeritiert.
Vom 20. Dezember 2010 bis am 20. Juni 2017 war er Präsident der Päpstlichen Akademie der Wissenschaften, deren Mitglied er seit 1981 ist. Der evangelisch-reformierte Christ war damit seit der Gründung vor über 400 Jahren der erste Präsident, der nicht der römisch-katholischen Kirche angehörte.

## Wirken
Seine wichtigsten Arbeitsgebiete sind die bakteriellen Restriktionssysteme und bewegliche genetische Elemente (Insertionselemente, Transposons) sowie die Modifikation und Restriktion der Ribonucleinsäure von Bakterien und Bakteriophagen.
1978 erhielt er zusammen mit Daniel Nathans und Hamilton Othanel Smith den Nobelpreis für Physiologie oder Medizin für die Entdeckung der Restriktionsenzyme und ihre Anwendung in der Molekulargenetik.

## Auszeichnungen
- European Molecular Biology Organization (1964)
- European Academy of Arts, Sciences and Humanities (1981)
- Foreign Associate of the National Academy of Sciences, USA (1984)
- Foreign Honorary Member of the American Academy of Arts and Sciences (1984)
- Ordentliches Mitglied der Academia Europaea (1989)[3]
- Fellow of the American Society for Microbiology (1996);
- Associate Fellow of the Third World Academy of Sciences (TWAS) (1997)
- Ehrendoktor der Universität Strassburg
- Ehrendoktor der University of Southern California